# (6323) Karoji
(6323) Karoji (1991 CY1) – planetoida z pasa głównego asteroid okrążająca Słońce w ciągu 4,28 lat w średniej odległości 2,64 j.a. Odkryta 14 lutego 1991 roku.